# 林紹裕
林紹裕，永福人，清朝政治人物，拔貢出身。林紹裕於1760年（乾隆25年）奉旨於台灣擔任台灣鳳山縣訓導。負責鳳山縣一帶教育方面的事務。